# Lomna (Námesztói járás)
Lomna (szlovákul Lomná) község Szlovákiában, a Zsolnai kerületben, a Námesztói járásban.

## Fekvése
Námesztótól 15 km-re délnyugatra fekszik.

## Története
A falut a 16. század végén a vlach jog alapján alapították. Első írásos említése 1609-ben „Lomna” alakban történik. Az árvai váruradalom részeként a községi bíró irányítása alatt állt. 1715-ben 200 lakosa volt. 1778-ban 323-an lakták. A 18. században sörfőzdéje és szeszfőzdéje is volt.
A 18. század végén Vályi András így ír róla: „LOMNA. Tót falu Árva Várm. földes Ura Krusecznicza Uraság, lakosai katolikusok, fekszik Krusecznicza mellett, igen mély vúlgyben, nagy hegyektől körűl végetve, határja soványas.”
1828-ban 102 házában 665 lakos élt. Lakói állattartással, favágással, fazsindely készítéssel foglalkoztak. Otthon vászonszövéssel, varrással, faedények készítésével keresték kenyerüket.
Fényes Elek 1851-ben kiadott geográfiai szótárában így ír a faluról: „Lomna, tót falu, Árva vmegyében: 663 kath., 2 evang. lak., kik lent termesztenek, zsindelyt, deszkát csinálnak s paraszt posztót szőnek. Sessioja 33 3/8. F. u. az árvai uradalom. Ut. posta Rosenberg.”
A trianoni diktátumig Árva vármegye Námesztói járásához tartozott.

## Népessége
| Év:            | 1994. | 2004.    | 2014.    | 2024.   |
| -------------- | ----- | -------- | -------- | ------- |
| Emberek száma: | 700   | 785      | 887      | 966     |
| Eltérés:       |       | +12,14 % | +12,99 % | +8,90 % |

| Év:            | 2023. | 2024.   |
| -------------- | ----- | ------- |
| Emberek száma: | 961   | 966     |
| Eltérés:       |       | +0,52 % |

1910-ben 720, túlnyomórészt szlovák lakosa volt.
2001-ben 755 lakosából 744 szlovák volt.
2011-ben 862 lakosából 835 szlovák volt.